# Kimito kommun

Kimito [tjimitå] (finska: Kemiö) var en kommun i landskapet Egentliga Finland i Västra Finlands län. Kimito hade cirka 3 310 invånare och en yta på 320,17 kvadratkilometer. Den 1 januari 2009 slogs Kimito ihop med Dragsfjärd och Västanfjärd till den nya kommunen Kimitoön, uppkallad efter ön med samma namn, där alla tre hade sin huvudort. "Kimitoön" hade också länge använts informellt som benämning på regionen ifråga.
Kimito var en tvåspråkig kommun med svenska som majoritetsspråk och finska som minoritetsspråk. Kimitos grannkommuner var Bjärnå, Dragsfjärd, Finby, Halikko, Pargas, Sagu och Västanfjärd. Till de tidigare grannkommuner hörde Angelniemi, Pargas kommun och Karuna.

## Geografi

### Byar
Albrektsböle, Berga, Bjensböle, Bogsböle, Branten, Brokärr, Båtkulla, Böle, Dalby,  Dalkarby, Degerdal, Eknäs, Elmdal, Engelsby, Flugböle, Fröjböle (eller Fröjdböle), Gammelby (vid Gammelbyviken), Germundsvidja, Gräsböle, Gundby, Gesterby, Gölpo (uttalas jölpå, fi. Kylppy), Helgeboda (varav Rudå utgör en del), Hintsholm (fi. Hintsholma), Hova, Hulta, Högmo, Kalkila (uttalas kaltjila), Kastkärr, Kila, Kyrkoby, Koddböle, Koustar, Kuggböle, Kvarnböle, Kåddböle, Kårkulla, Labböle, Lamkulla (uttalas lamm-), Lappdal, Lemnäs, Lillvik, Linnarnäs, Långholmen, Lövböle, Majniemi (fi: Mainiemi), Makila (uttalas ma:tjila), Mattböle, Mattkärr, Mjösund, Måsa, Nordvik, Norrlångvik (belägen vid Norrlångviken), Norrsundvik, Orrnäs, Pajböle, Pederså, Pungböle, Påvalsby, Reku (uttalas reko), Rugnola (uttalas rungnåla), Sandö (fi. Santasaari), Sjölax (fi. Syvälahti), Skarpböle, Skoböle, Skog (del av Tolvsnäs), Skogsböle, Skålböle, Skäggböle, Smedaböle (eller Smedsböle), Stenmo, Strömma, Tavastrona, Tjuda, Tolvsnäs (vid Tolvsnäsfjärden), Torsböle, Trotby (uttalas tro:t-), Träskö, Vestlax, Viks gård, Viksvidja, Villkärr, Vreta, Västankärr, Västermark och Östermark.

### Trafik
Kimito kyrkoby är vägknutpunkten på Kimitoön, varifrån vägar går mot Sagu, Bjärnå, Dragsfjärd och Västanfjärd samt via Angelniemi till Salo. Avståndet från Kimito till Salo är 40 kilometer och till Åbo 50 kilometer.
Den nya förbindelsevägen mellan Kimito och Sagu, regionalväg 181, började byggas i slutet av 1967 och blev färdig år 1972, då de två tidigare färjorna upphörde med sin trafik. Vägen korsar Kimitosundet via Pungböle bro.

### Vattenområde
Sandö ström är ett sund mellan Kimito och Karuna i Sagu kommun. Träsköfjärden skiljer Kimito från Finby i Salo stad. Strömma kanal är en kanal i Kimito och Bjärnå i Salo stad.

## Historia
Under stenåldern bestod Kimito av en grupp mindre öar som senare har förenats genom landhöjningen. Från Kimitoområdet har man hittat över 70 gravrösen från bronsåldern, så kallade jättekast. I de undersökta rösena har man endast hittat rester efter bränning samt regelbundna stenläggningar.
Kimito hör till Egentliga Finlands gamla kyrksocknar; den första skriftliga omnämningen är från år 1325. Därifrån avskildes senare Dragsfjärd, Västanfjärd och Hitis. Senare delades Kimitos administrativa socken in i 19 skatteområden. Enligt silverbeskattningslistan från 1571 fanns det 551 hemmansägare i socknen, utöver detta fanns det 12 adelsägda herrgårdar, skattebefriade gårdar samt ödehemman. Kimitoborna företog handelsresor till Stockholm och Reval, dit man framför allt exporterade fisk. Under 1600-talet exporterades även marmor till Stockholm och Uppsala.

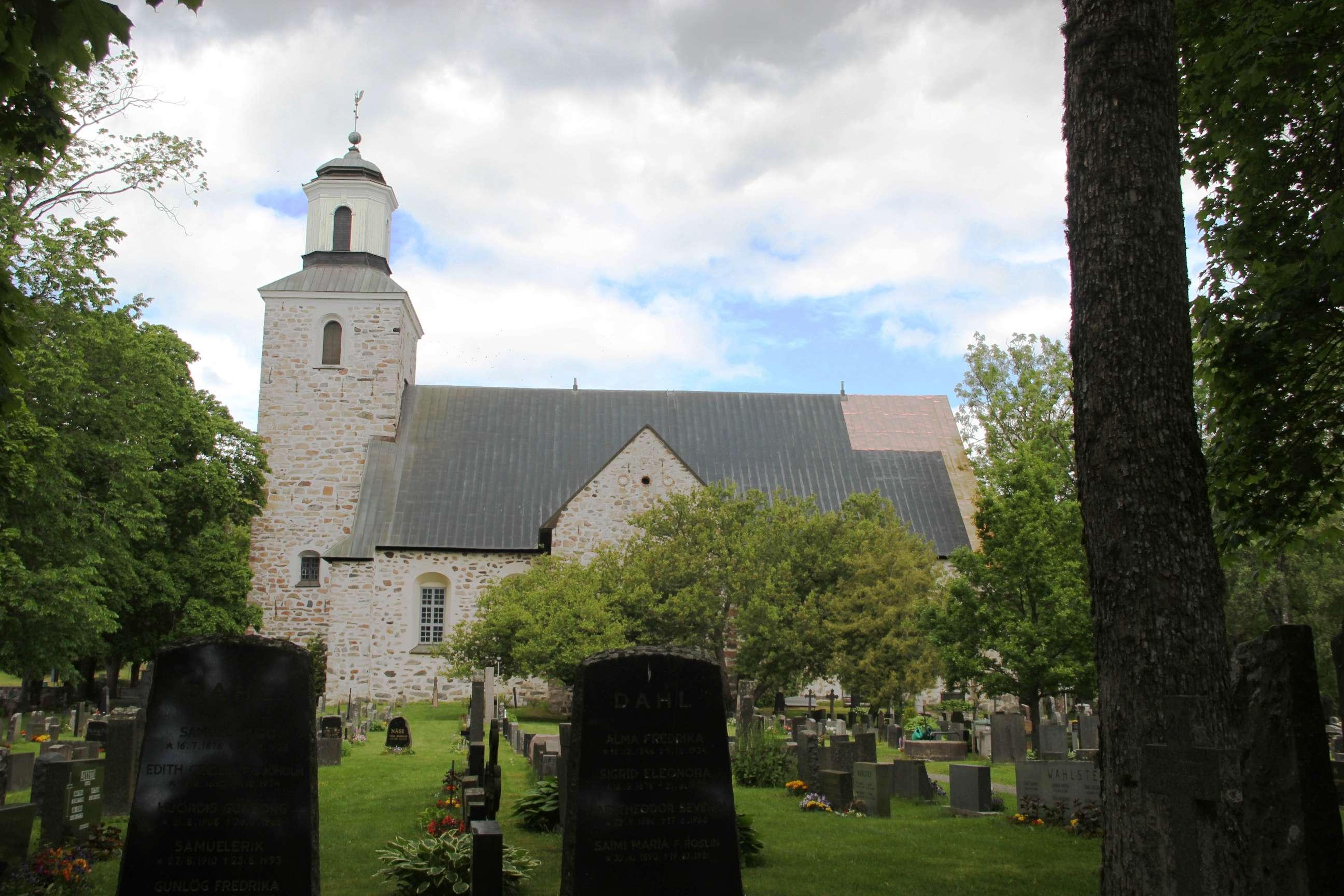
Kimito kyrka.

År 1614 fick Sveriges rikskansler Axel Oxenstierna ett stort förläningområde i Kimito, vilket 1627 utvidgades till att omfatta hela socknen. Samtidigt beviljade kungen rätt att grunda en stad i området, men någon stad grundades aldrig. Detta friherreskap Kimito var, vid sidan av grevskapet Vasa, det enda storförläningen i Egentliga Finland. År 1649 grundade Oxenstierna en grundskola, Tjuda pedagogi, i Kimito. Skolan var Finlands första landsbygdsskola.
Kimito kyrka färdigställdes omkring år 1469 och är helgad åt Sankt Andreas. Tornet i västra änden byggdes till efter en brand år 1781. Vapenhuset på kyrkans södra sida fungerade som kyrka för Kimito finska församling under åren 1781–1903.

## Politik

### Mandatfördelning i Kimito kommun, valen 1976–2004
| 7 | 2 | 11 | 1 |

| 5 | 1 | 2 | 11 | 2 |

| 5 | 1 | 2 | 11 | 2 |

| 6 | 2 | 12 | 1 |

| 6 | 2 | 12 | 1 |

| 4 | 3 | 13 | 1 |

| 5 | 4 | 12 |

| 5 | 3 | 12 | 1 |

| 15 | 6 |

## Kultur

### Sevärdheter
- Sagalunds museum
- Kimito kyrka

### Dialekt
Kimitoregionen är historiskt svenskspråkig och numera ett tvåspråkigt område. Kimitos svenskspråkiga dialekt räknas till de östliga Åbolandsdialekterna.

### Evenemang
- Baltic Jazz Festival i juli
- Kimitoöns Musikfestspel i juli

## Bilder

Kommunsammanslagningar i Åboland; kommunerna i Öståboland gick samman till den nya kommunen Kimitoön
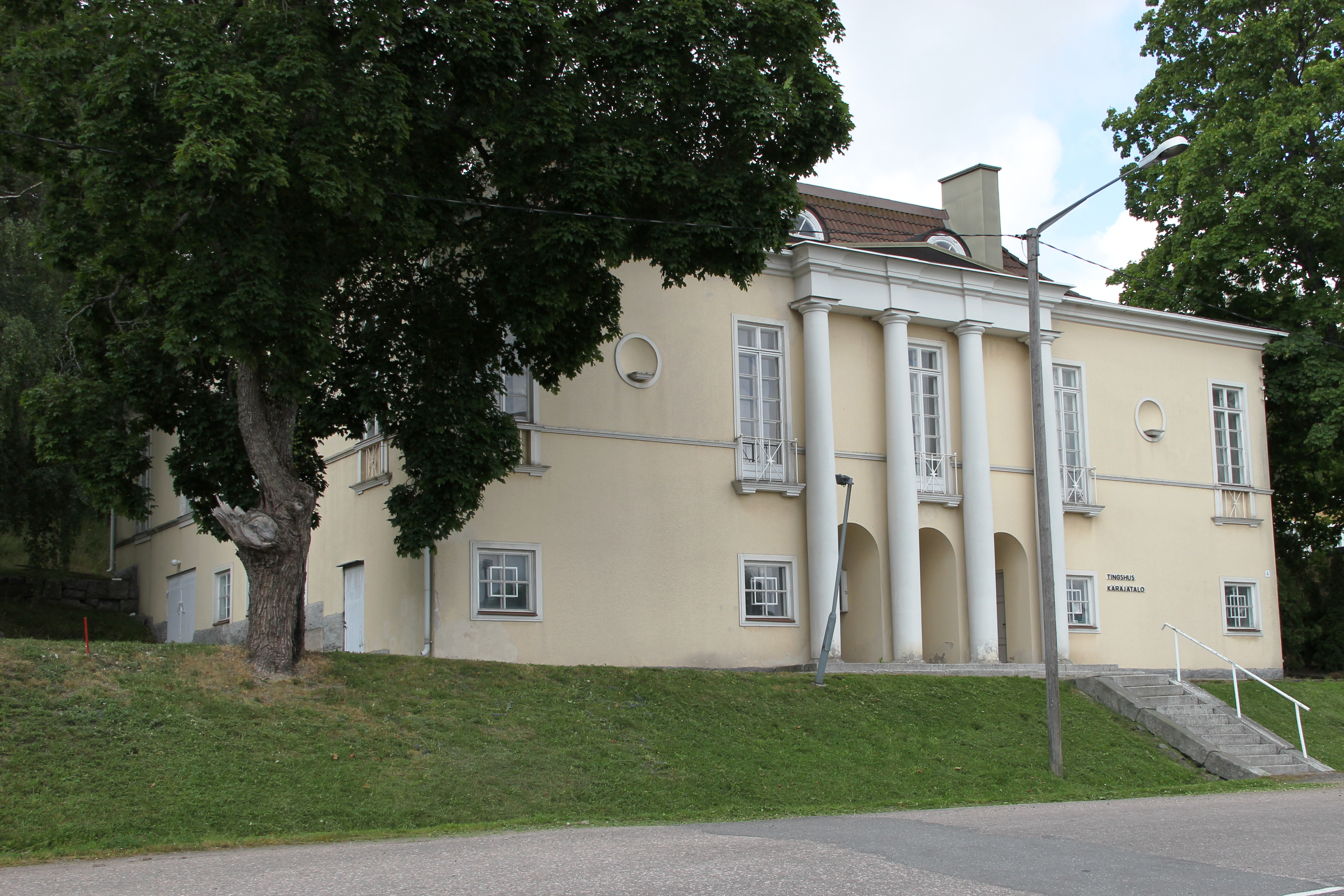
Kimito tingshus (Erik Bryggman 1924)
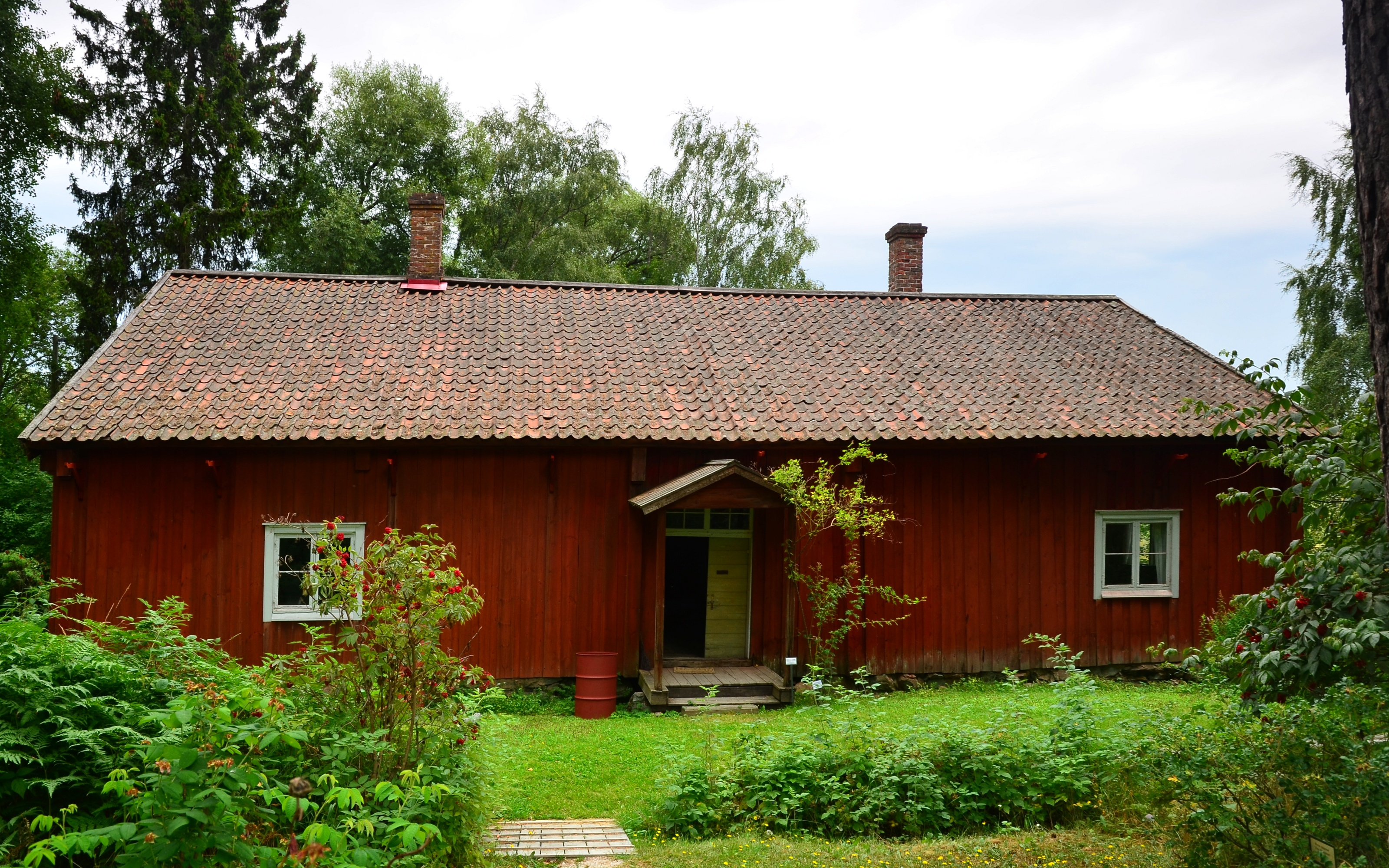
Engelsby tingshus, Sagalunds museum
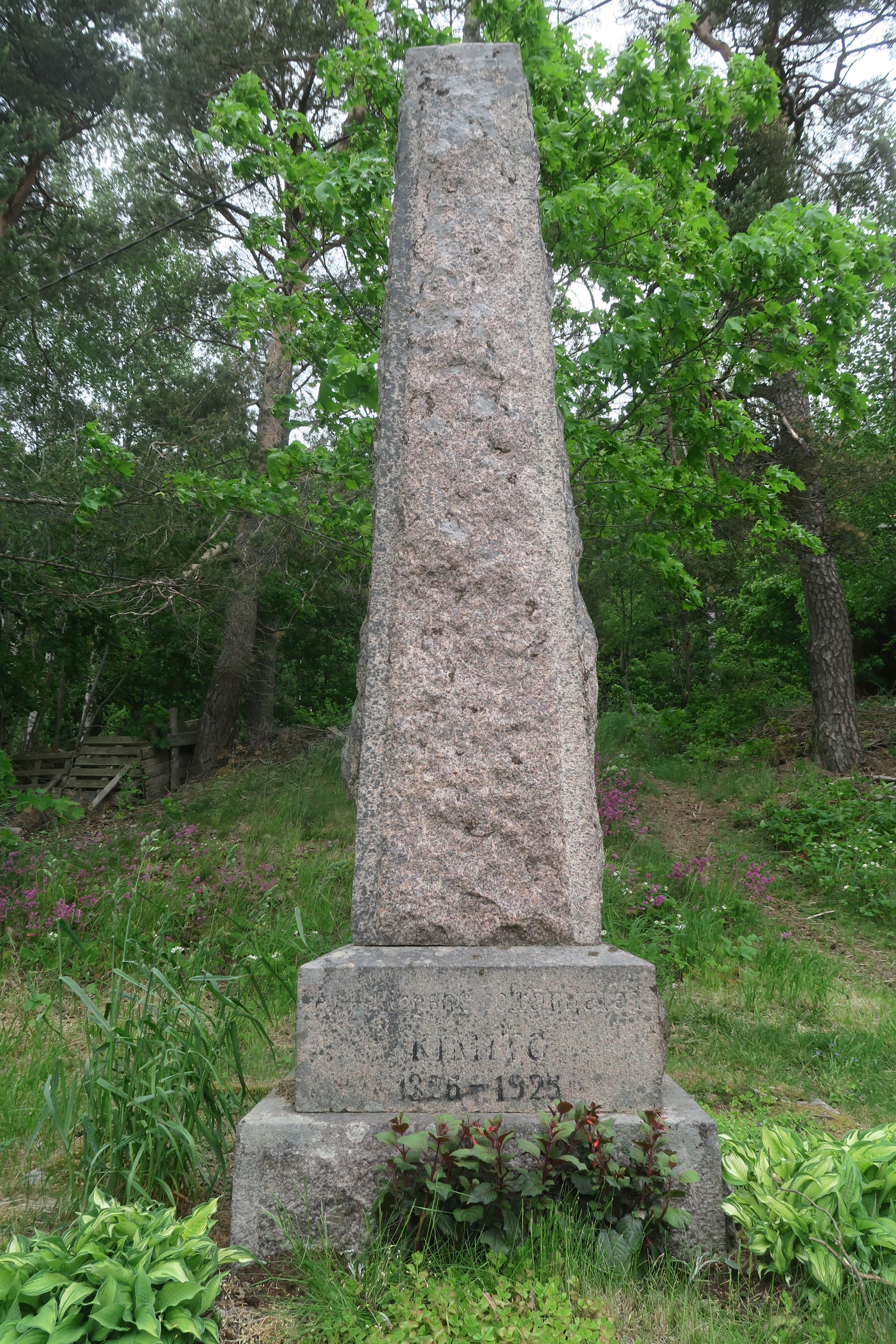
Kimito 1325-1925 (minnesobelisk vid kyrkan)